# Pergé
Pergé ou Perga (en grec ancien Πέργη / Pérgê, en hittite Parcha ou Parha) est une cité antique, autrefois capitale de la Pamphylie, aujourd'hui située en Turquie, à Aksu, 17 km à l’est d’Antalya.

## Histoire
La cité antique de Pergé était située sur les deux bords du fleuve Kestros dans la région du Taurus.  Cet accès fluvial donnait à Pergé l’avantage de disposer d’un port éloigné de 17 kilomètres de la mer et qui se trouvait donc à l’abri des attaques de pirates.
Au XIe siècle av. J.-C., une vague d'immigration grecque, venant du Nord se produisit en direction de la côte méditerranéenne. Une partie de ces migrants s'implanta dans la région, qui prit le nom de Pamphylie. Trois grandes villes se développèrent : Pergé, Sillyon et Aspendos. Au VIIe siècle av. J.-C., des colons phéniciens fondent Sidé dans la région.
Pergé fut fondée vers 1050-1000 av. J.-C., 16 km à l'intérieur des terres pour éviter les incursions de pirates. En -546, les Achéménides s'emparèrent de la cité et la contrôlèrent jusqu'aux conquêtes d'Alexandre le Grand. La civilisation hellénistique qui s'ensuivit se prolongea au sein du  royaume séleucide de Syrie qui succéda à l'Empire d'Alexandre. Les murailles de la ville témoignent de cette présence hellénique. C'est aussi à cette époque qu'y vécut Apollonius de Pergé (-262 à -190). Élève d'Archimède, ce mathématicien étudia les sections coniques (cercles, ellipses, paraboles, hyperboles). Il fut peut-être à la base de la théorie des épicycles de l'astronome Hipparque. 
Le royaume de Pergame et le royaume séleucide se disputèrent Pergé et la cité fut l'objet d'un arbitrage en -188 du consul romain Cnaeus Manlius Vulso, lequel décida que Pergé retournerait au royaume de Pergame. En -133, Pergé intégra l'empire romain quand Rome reçut en héritage le dit royaume.

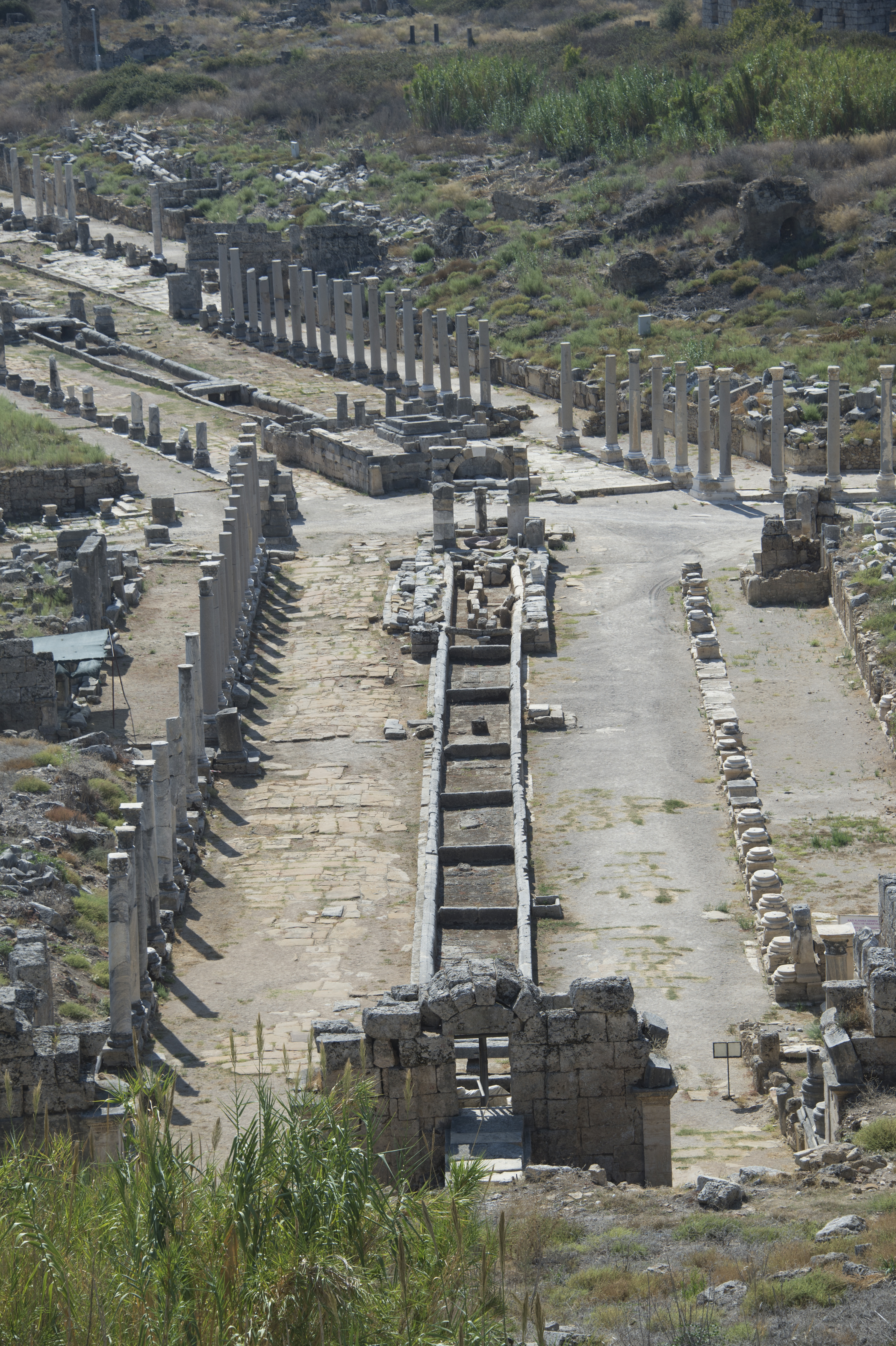
Voies à colonnes.

Parmi les dieux vénérés à Pergé, il y avait principalement Artémis. Cette déesse est représentée sur les monnaies de Pergé ainsi que sur de nombreux bas-reliefs et statues. 
Aux IIe et IIIe siècles, Pergé devint la plus belle ville d'Anatolie.
Au début du christianisme, saint Barnabé et saint Paul vinrent à Pergé et ce dernier y fit son premier sermon.
La Bible mentionne Pergé comme étant le siège du christianisme. Elle le resta jusqu'au VIe siècle. 
Mais au fil des siècles, le fleuve sur les rives duquel s'était bâtie Pergé se remplit d'alluvions et il devint finalement impraticable pour accéder à la cité. Confrontée aux incursions arabes du VIIe siècle, la ville se vida progressivement de ses habitants et fut abandonnée.
Le site a été proposé en 2009 pour une inscription au patrimoine mondial et figure sur la « liste indicative » de l’UNESCO dans la catégorie patrimoine culturel.

## Fouilles archéologiques

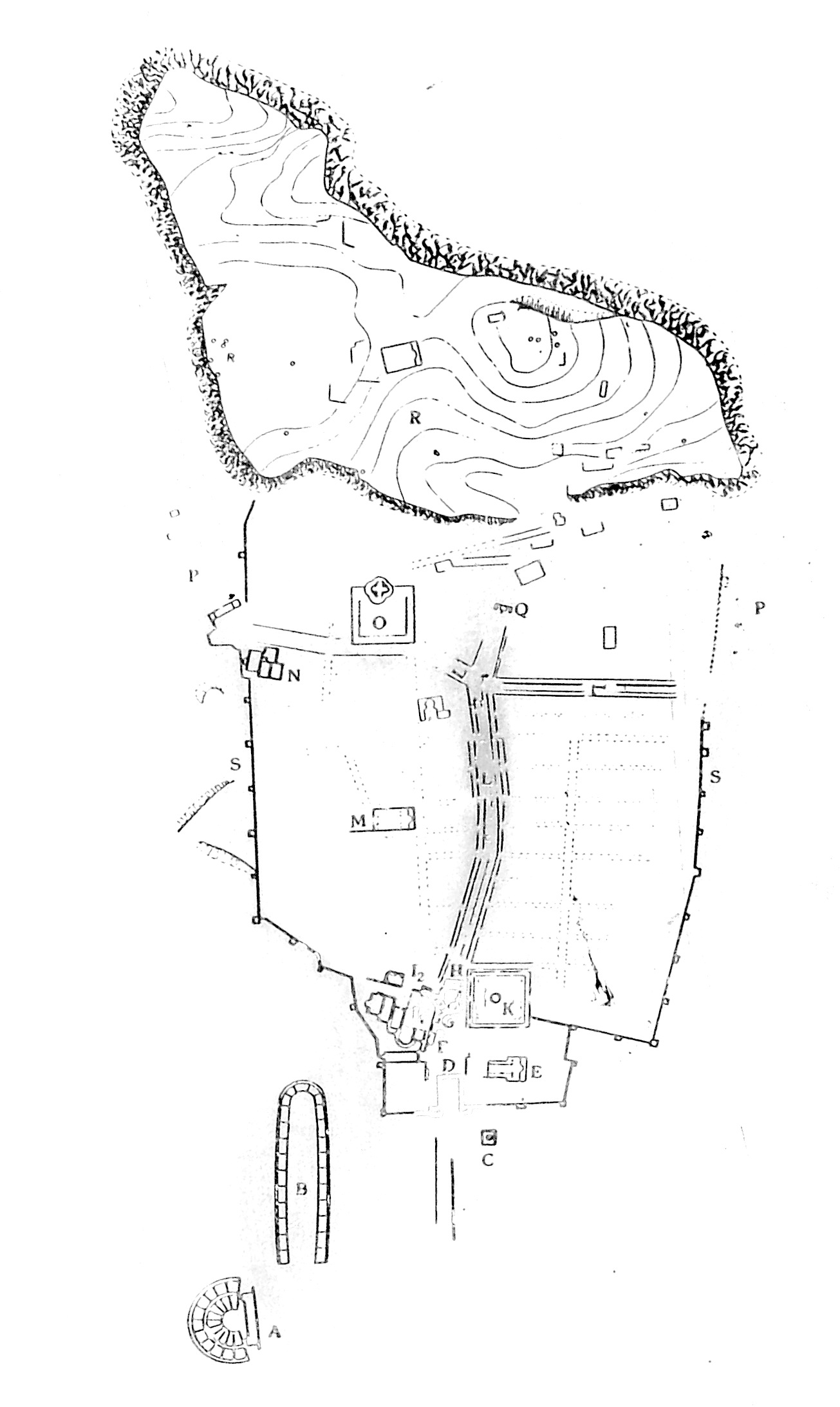
Plan de Pergé : A. Théâtre ; B. Stade ; H. Porte fortifiée ; K. Agora ; M. Basilique ; N. Thermes ; O. Palestre ; au nord, le vaste plateau triangulaire, autrefois dénommé acropole.

Les fouilles, commencées en 1946, ont mis au jour de nombreux édifices monumentaux : un théâtre , un stade, une palestre, un temple d'Artémis et deux églises. Le temple d'Artémis était situé à l'extérieur de la ville. Beaucoup de pièces de monnaie frappées dans la ville représentaient la déesse et son sanctuaire.
Les murs hellénistiques, du IIIe s. av. J.-C., présentent trois portes, dont la principale est celle du sud, avec ses deux tours monumentales de trois étages, qui comportaient des toits coniques et un passage en fer à cheval à l’intérieur. Sous Hadrien en 121 apr. J.-C., un arc de triomphe fut inséré dans le mur nord de la cour et les façades furent recouvertes de marbres précieux et décorées de colonnes et de statues.
Pergé a été surnommée "la seconde Zeugma" pour la qualité de ses mosaïques. En 2003, les archéologues ont découvert des mosaïques grecques montrant Océan et Méduse. En 2017 a été découverte une mosaïque représentant le sacrifice d' Iphigénie,.
La ville était alimentée à l'époque romaine par deux aqueducs. L'aqueduc de Kursunlu mesurait 11 km et un aqueduc ultérieur de 21 km conduisait les eaux de la rivière Duden depuis la cascade de Dudenbasi.
Pergé avait au moins six nymphées, les plus notables étant le nymphée du nord, ou nymphée d’Hadrien, (environ 122 apr. J.-C.) et le nymphée du sud sur la place de Septime Sévère (fin IIe au début du IIIe siècle apr. J.-C.). Le nymphée d'Hadrien était magnifiquement décoré de sculptures dont le dieu du fleuve Cestrus sous lequel l'eau tombait en cascade. Le nymphée du sud, qui fait face à la cour de Septime Sévère, alimentait les thermes du sud.
Une statue d'une femme habillée a été révélée par les archéologues dirigés par Sedef Cokay Kepçe en 2020. La statue, qui aurait été réalisée pendant l'Empire romain, sera exposée au musée d'Antalya,.

## Description
Enceintes et portes de la ville
Les murailles de la ville sont d'époque hellénistique et romaine. Deux tours de 12 mètres de hauteur sont encore visibles à l'entrée du site. L'entrée romaine dispose d'un arc de triomphe en son centre.

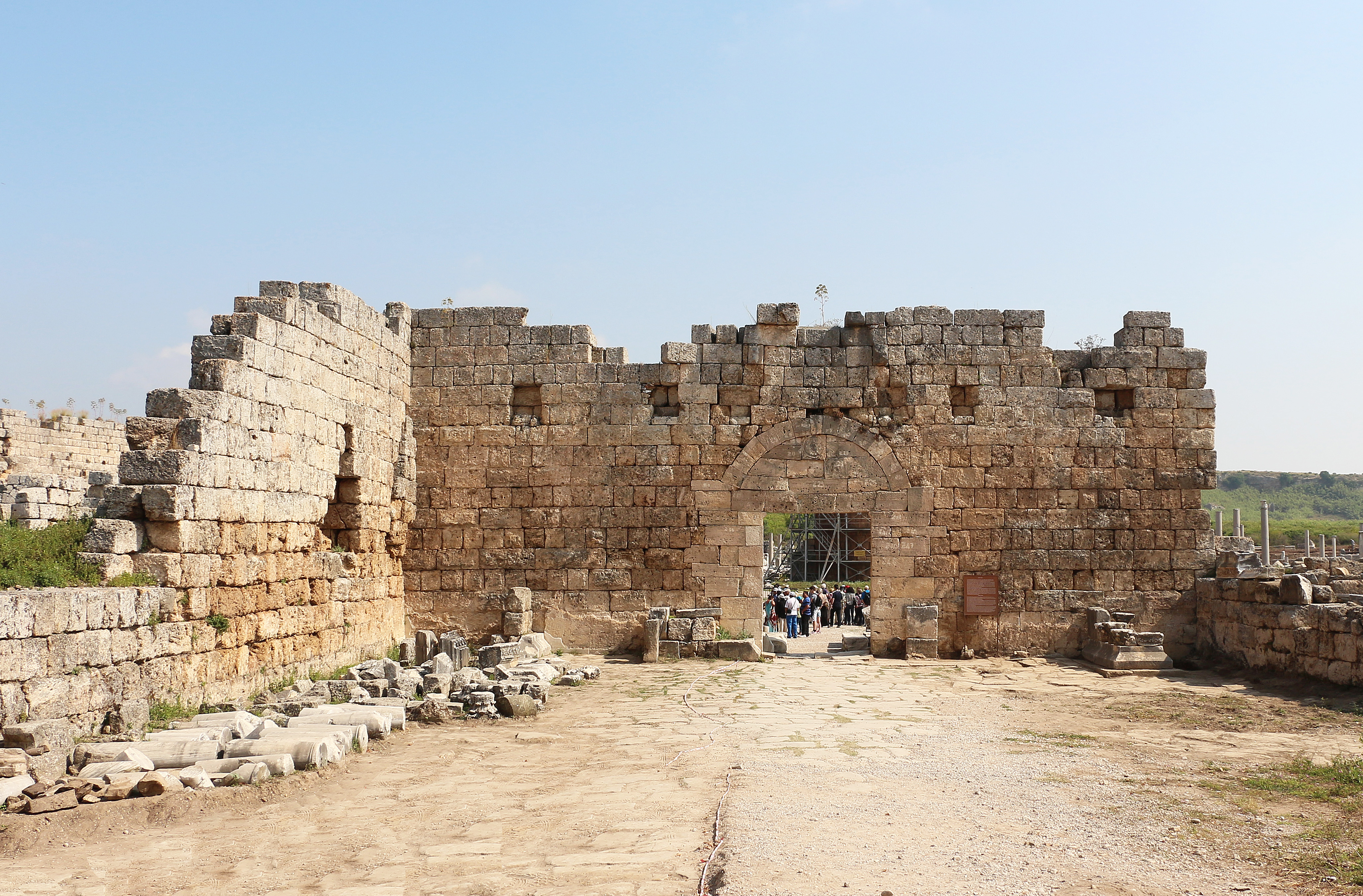
Porte romaine (face Nord)
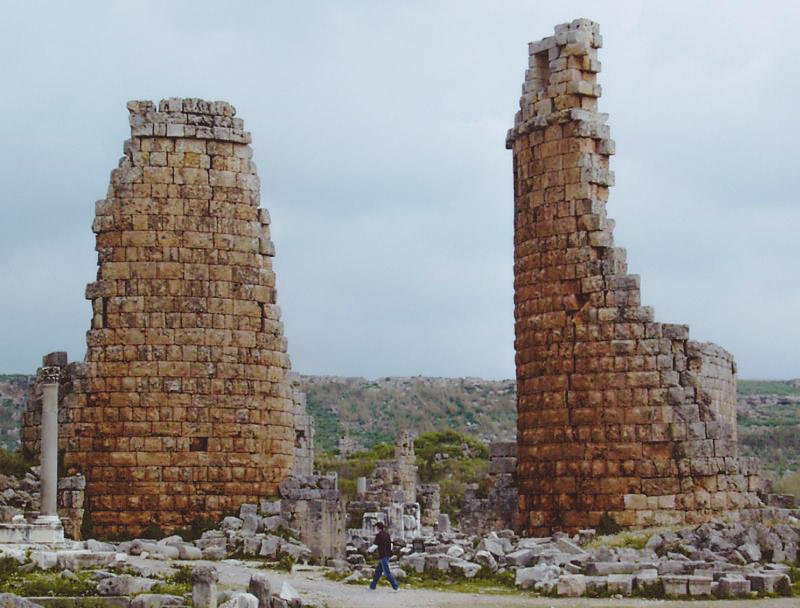
Porte hellénistique
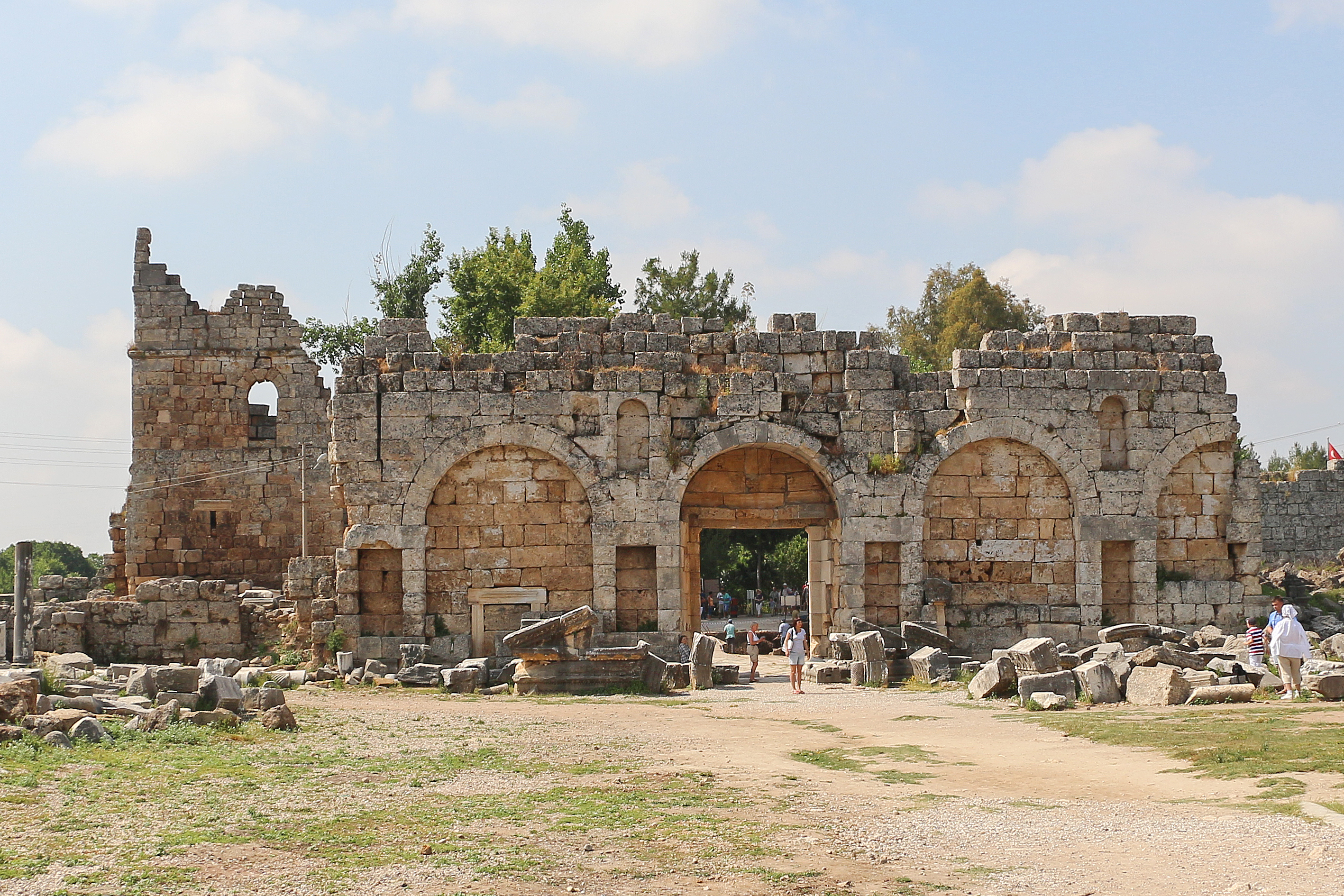
Porte romaine (face Sud)

Théâtre antique
Le théâtre est situé à l'entrée du site. De type gréco-romain, adossé au flanc de la colline, il pouvait accueillir 15 000 personnes. Sa façade richement ornée comportait cinq portes pour les artistes. Sa hauteur est de 25 mètres. La scène était décorée de reliefs en marbre, dont certains sont visibles au musée d'Antalya.

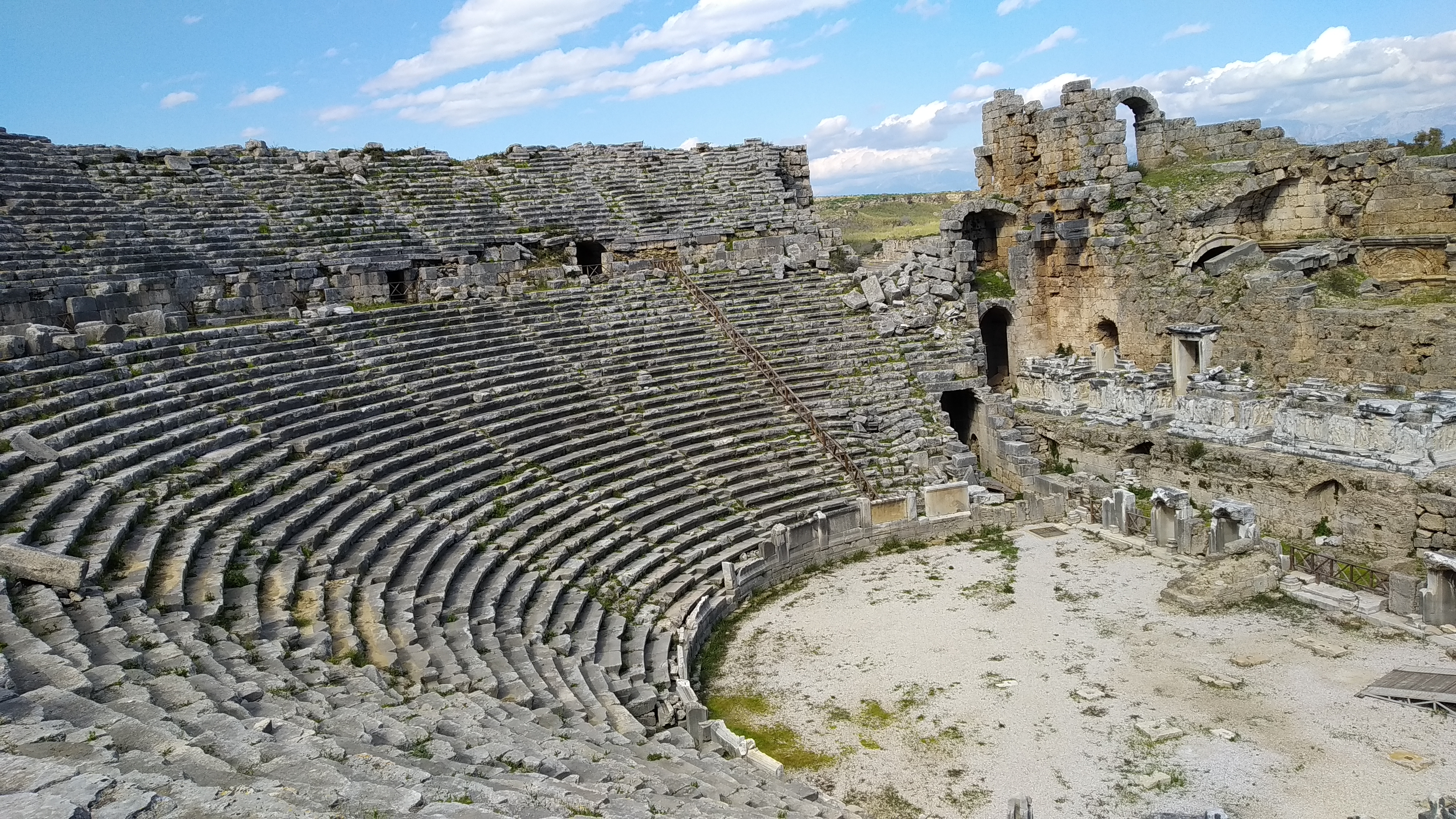
Gradins, orchestra.
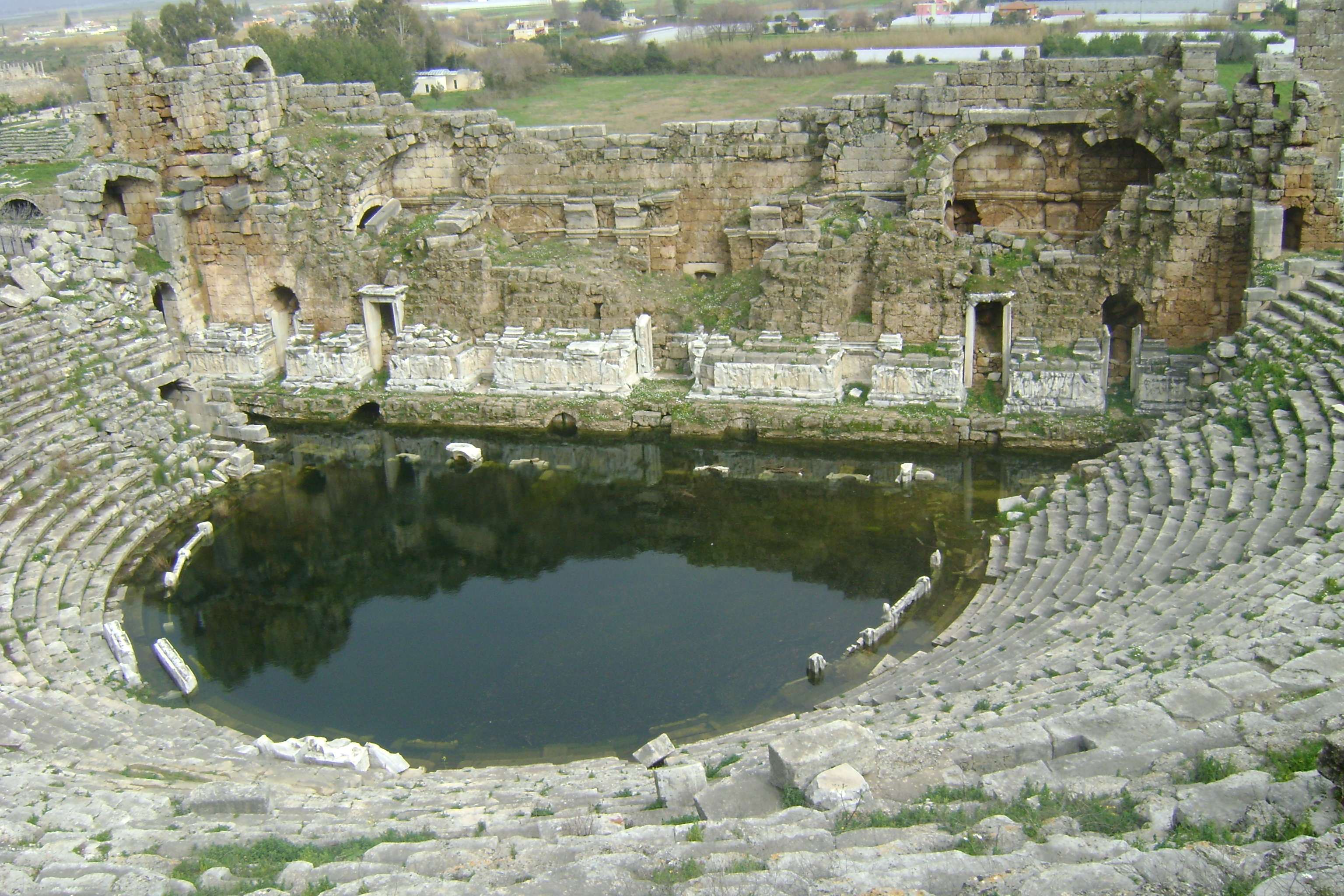
Orchestra, mur de scène.
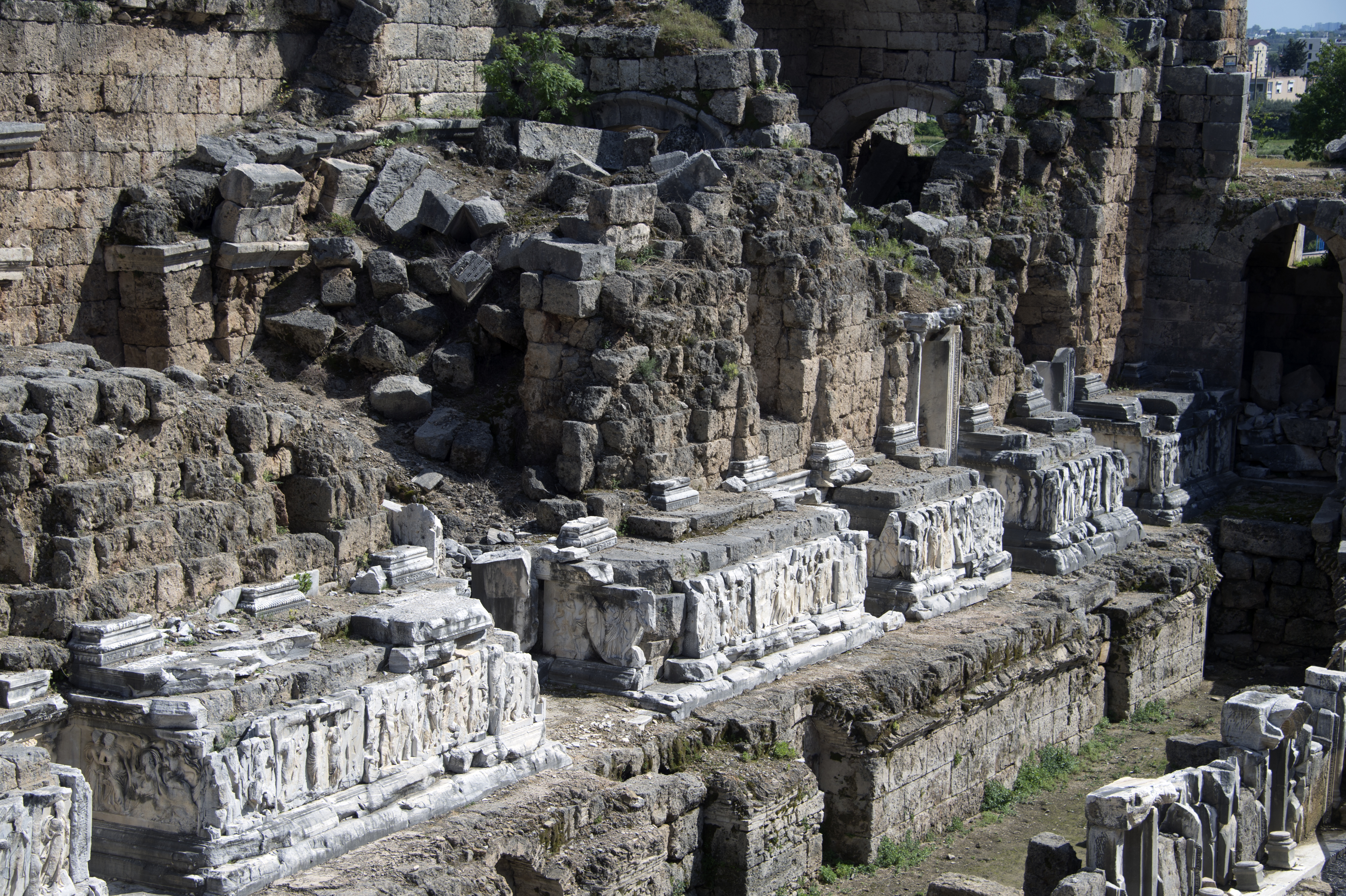
Vestiges du mur de scène.

Stade
Le stade, daté du IIe siècle, est en forme de fer à cheval, d'une dimension de 334 m × 34 m. Il pouvait accueillir 12 000 personnes. Les gradins sont soutenus par des arcades.

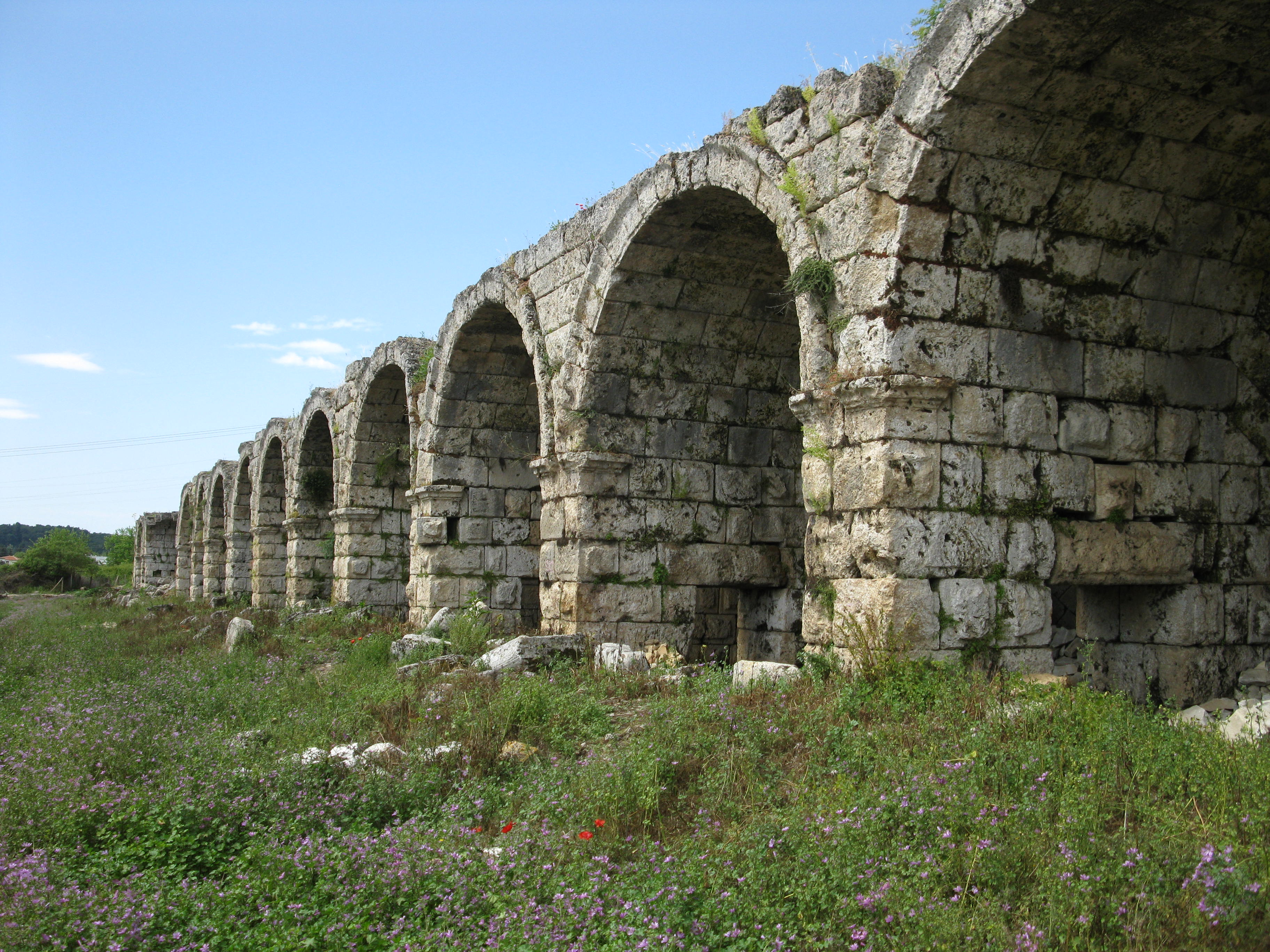
Stade, anciennes boutiques sous les arcades
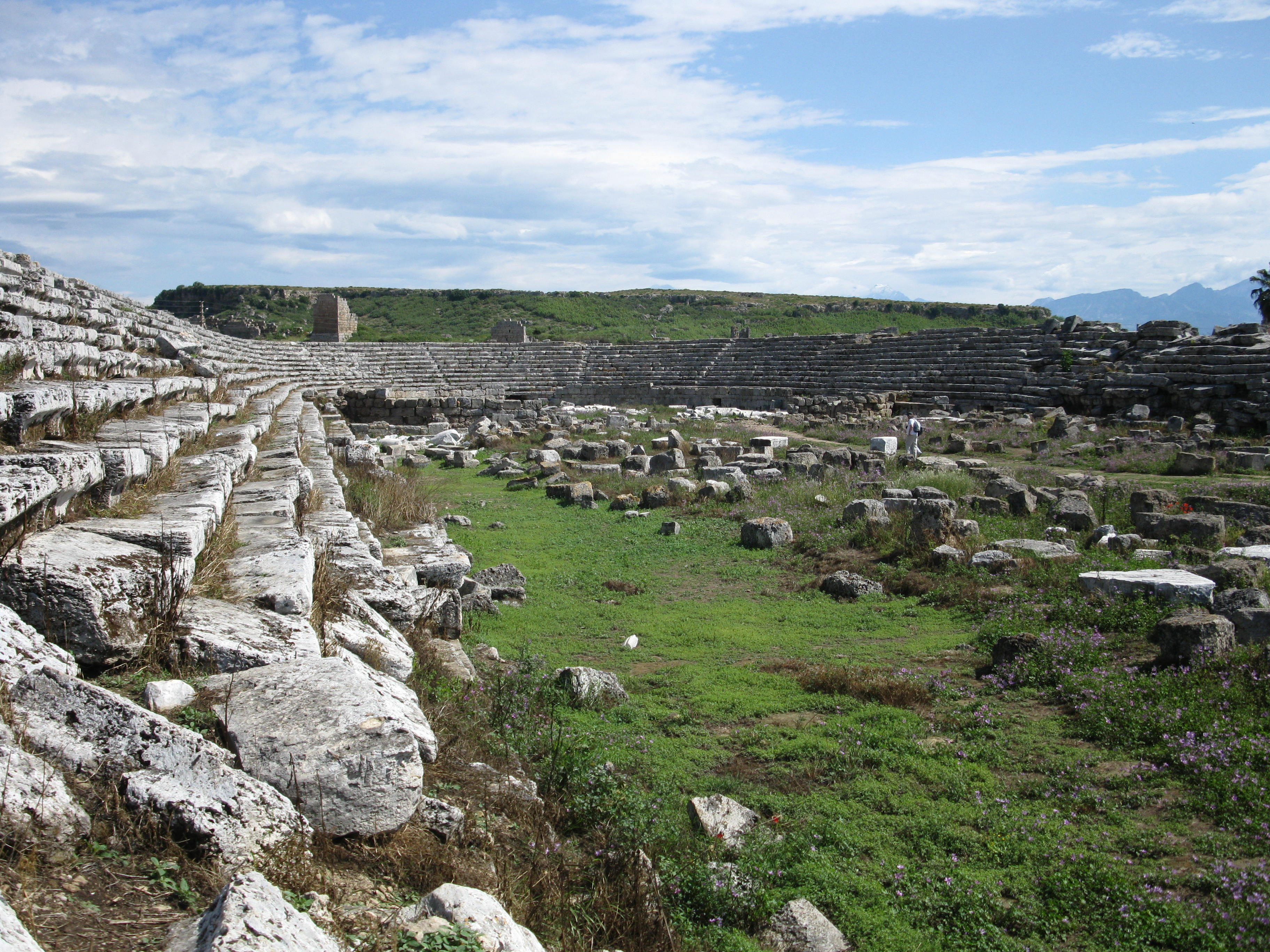
Stade

Fontaine
Une fontaine monumentale (nymphée), dédiée à l'empereur Septime Sévère, se trouve près de l'entrée. Certaines statues et sculptures sont exposées au musée d'Antalya.

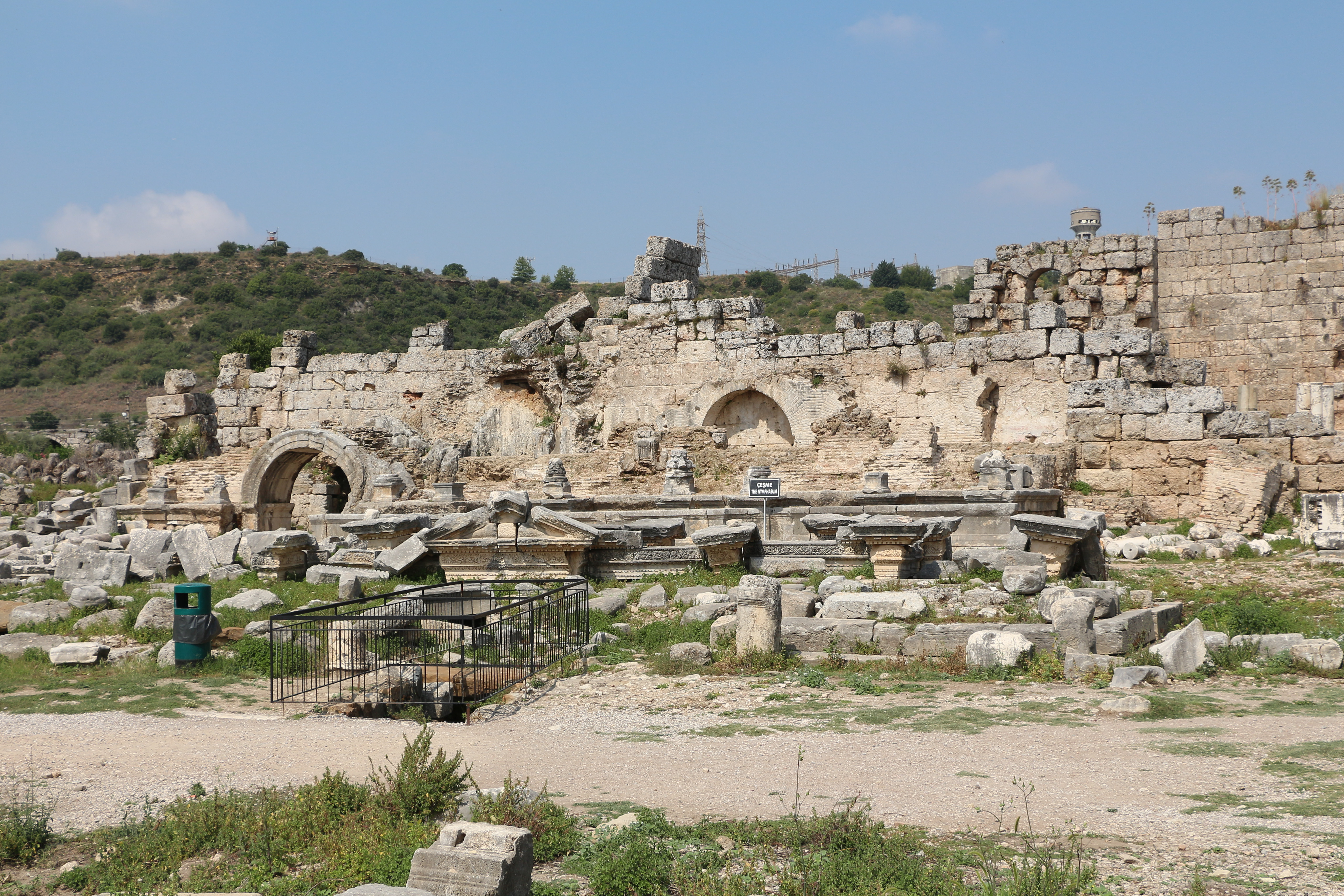
Fontaine monumentale

Thermes
Derrière le propylée se dressent des thermes du IIe siècle. Ils comportent diverses salles habillées de statues et une cour bordée de colonnes et de bas-reliefs.

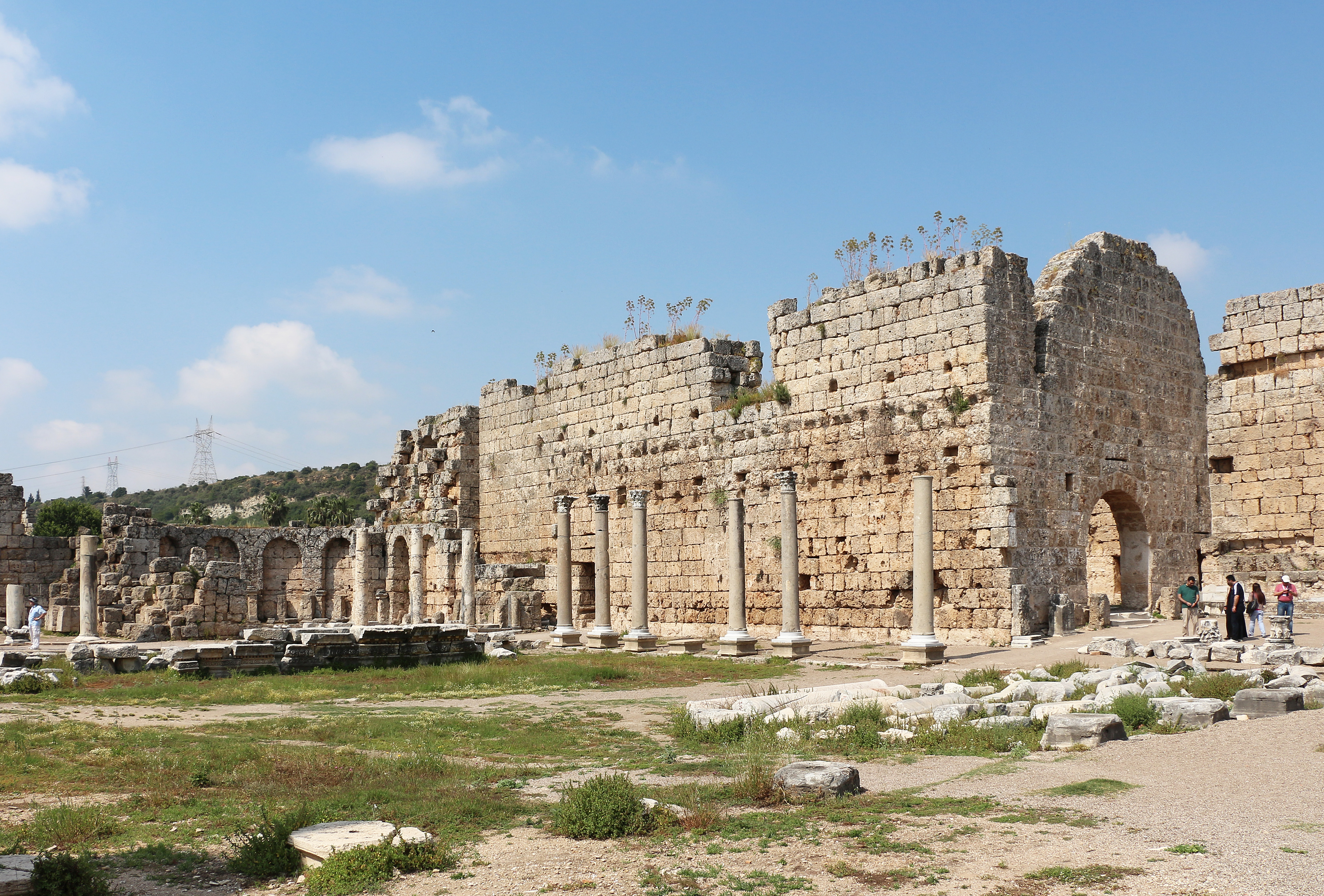
Vue extérieure des thermes
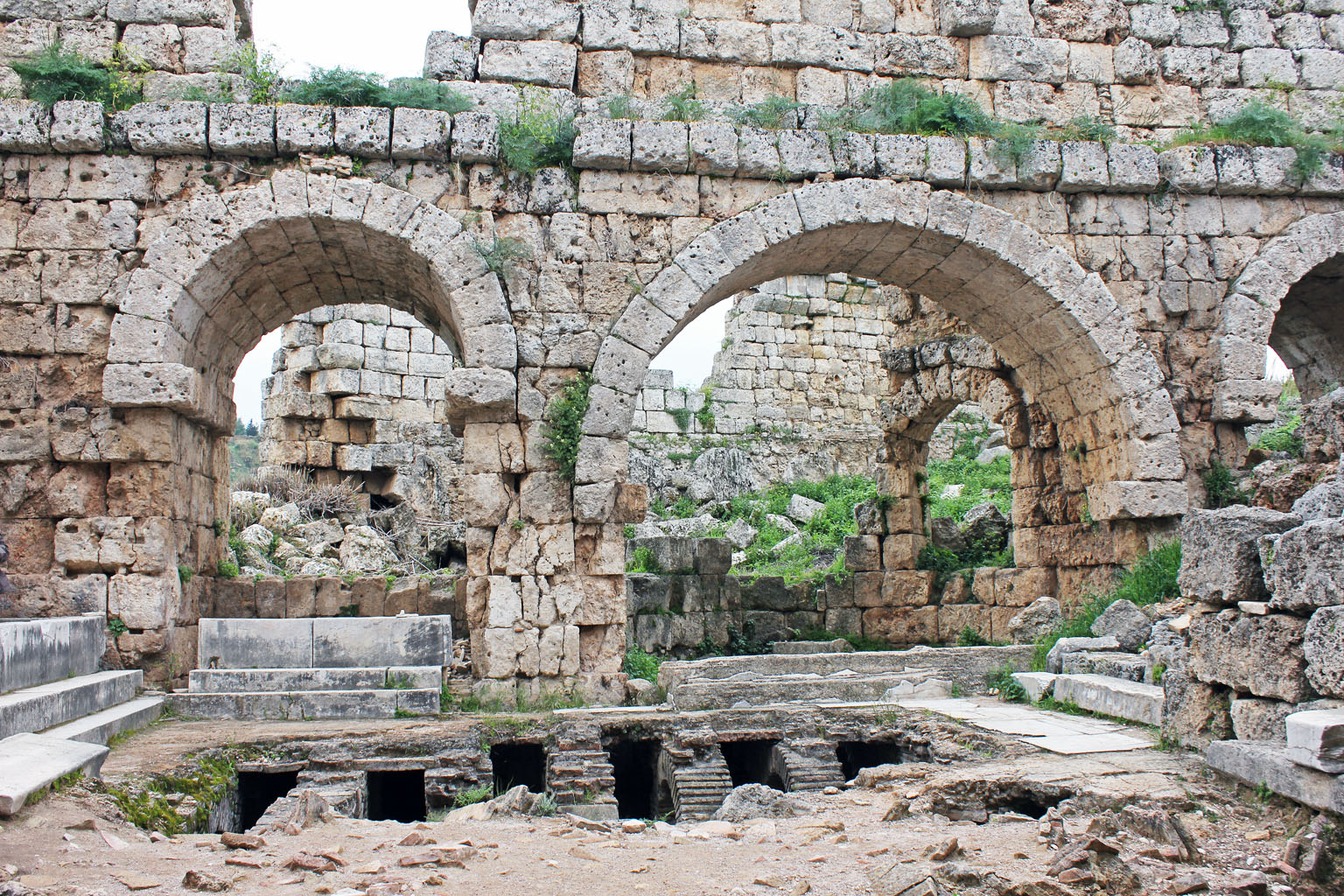
Thermes
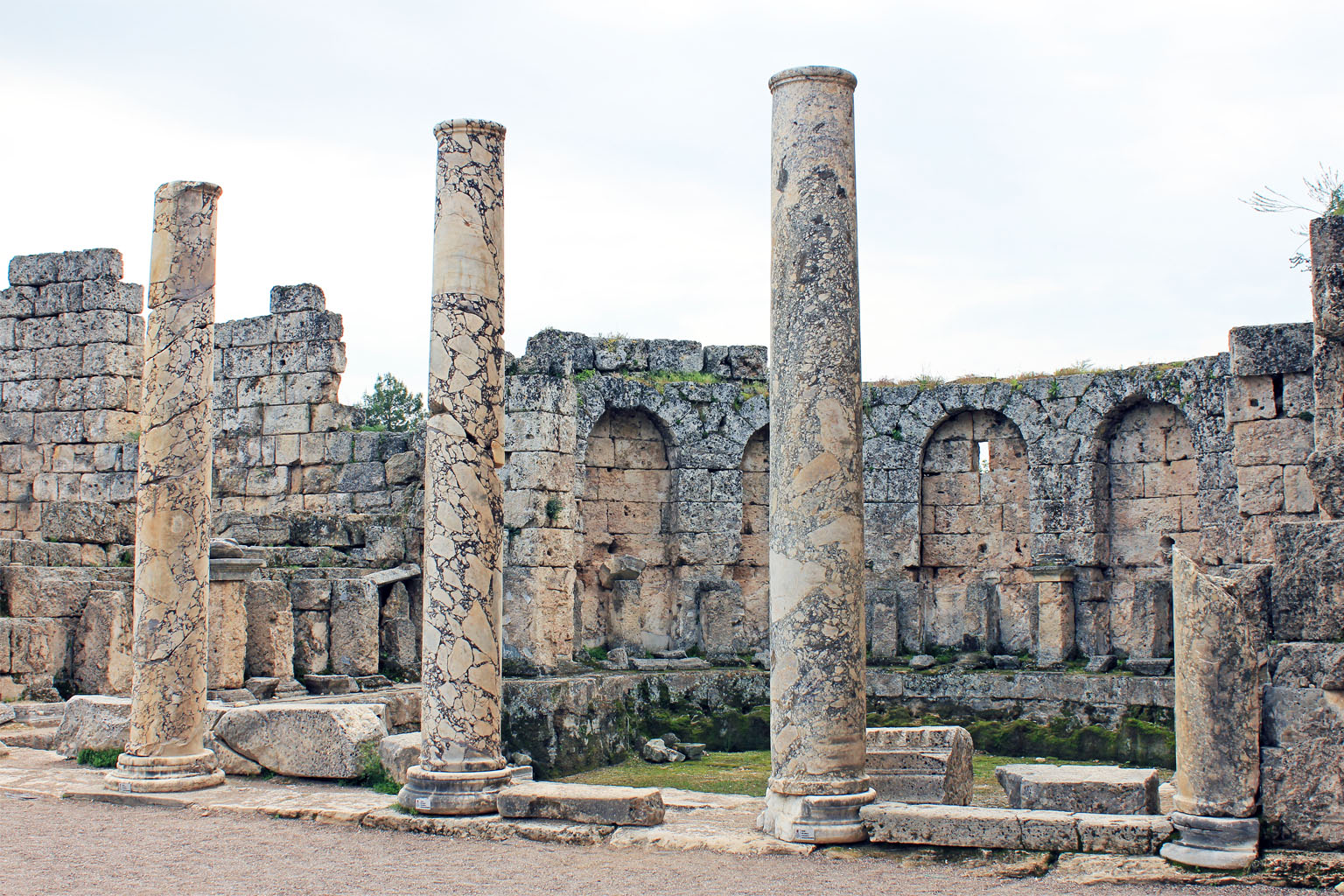
Thermes

Agora
Elle se trouve à l'est de l'entrée et de la porte hellénique et remonte au IIe siècle. Derrière les piliers qui la bordent se trouvaient les boutiques. Les sols étaient revêtus de mosaïques. Tout cela a disparu avec le temps et aujourd'hui, on voit essentiellement les colonnes qui bordent l'Agora, dont la plupart ont été restaurées et donnent une bonne idée de la dimension du lieu.

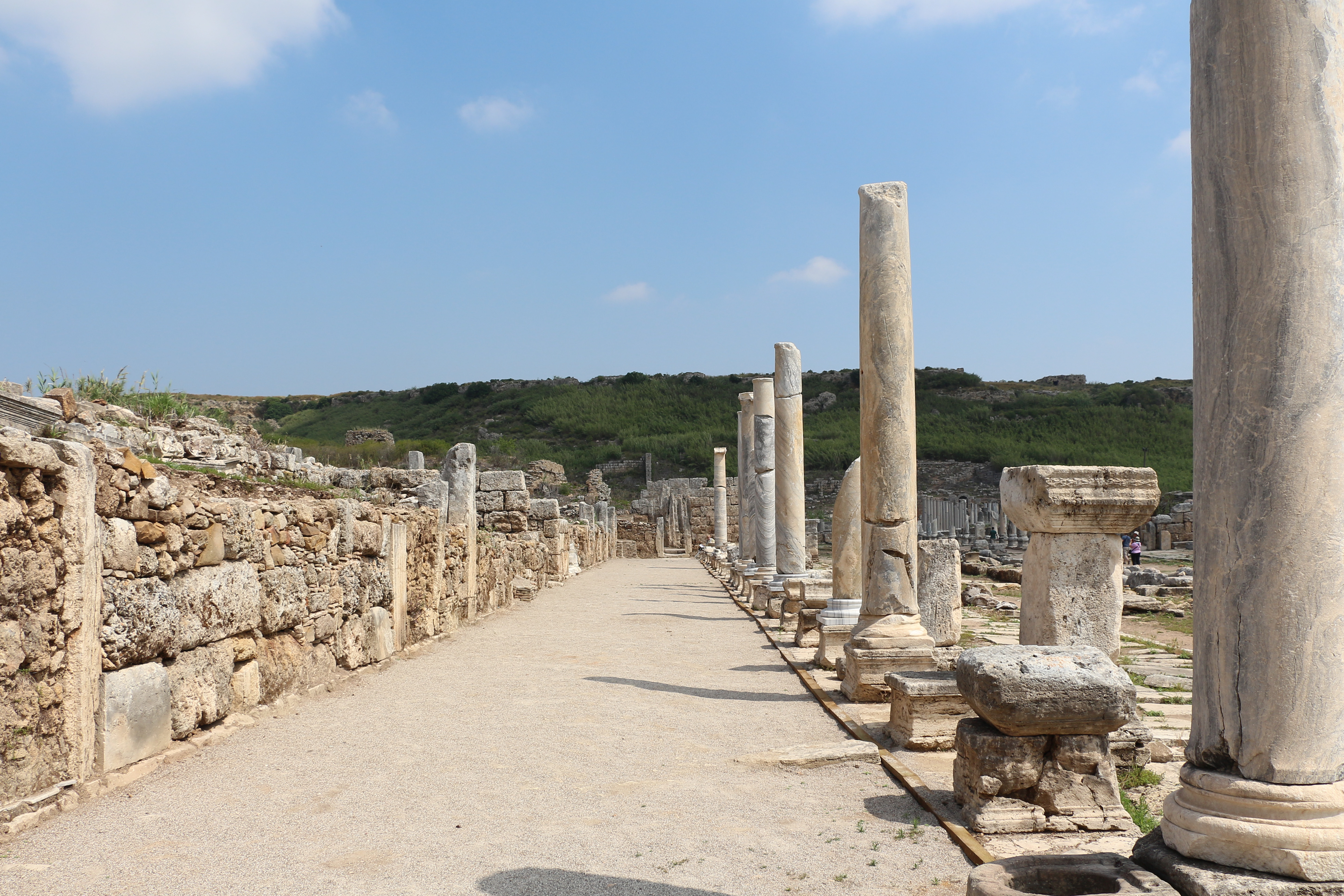
Agora
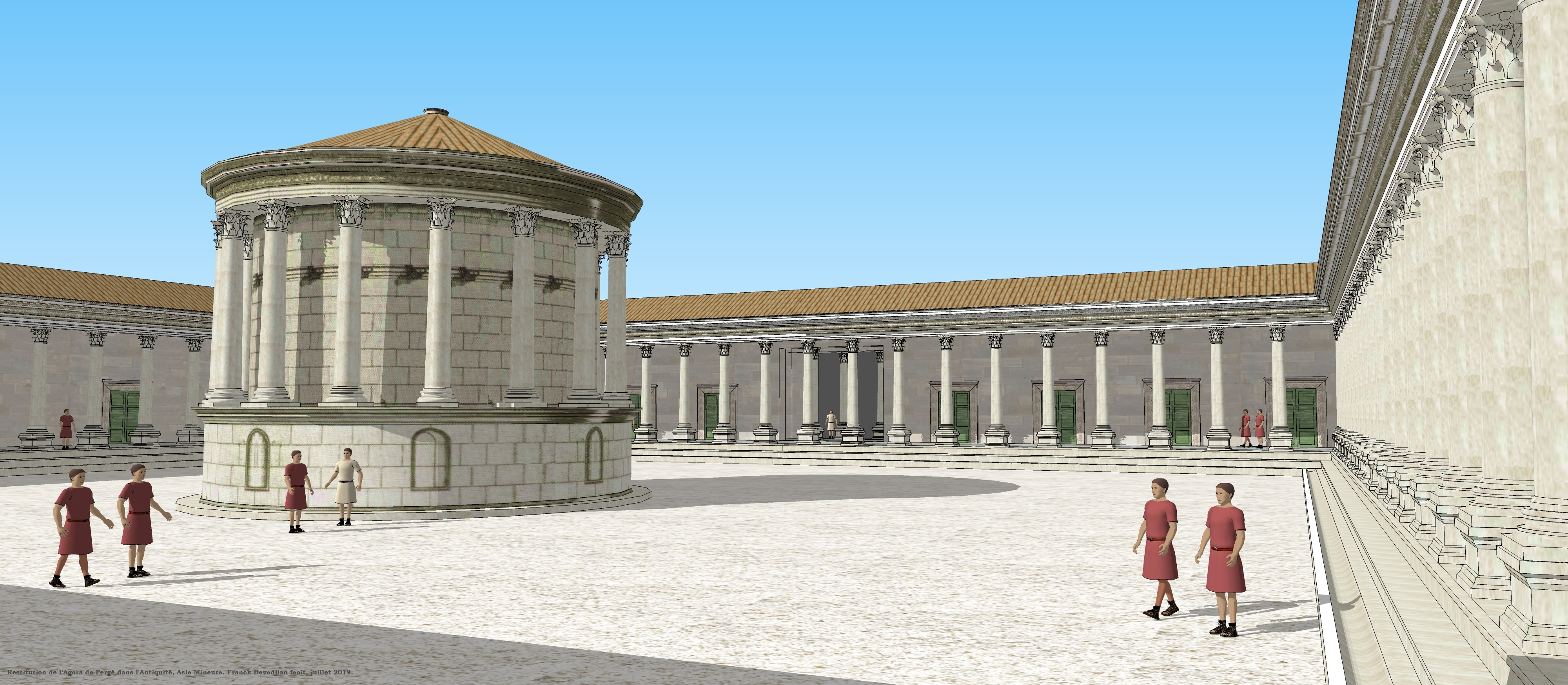
Restitution 3D de l'Agora de la ville de Pergé dans l'Antiquité.

Voies à colonnes
Une longue voie ornée de colonnes traversait la ville du nord au sud, en passant sous l'arc de triomphe de Démétrius Apollonos. Cette longue voie était bordée de piliers. Un aqueduc passe au centre de la voie qui apportait l'eau à la cité.

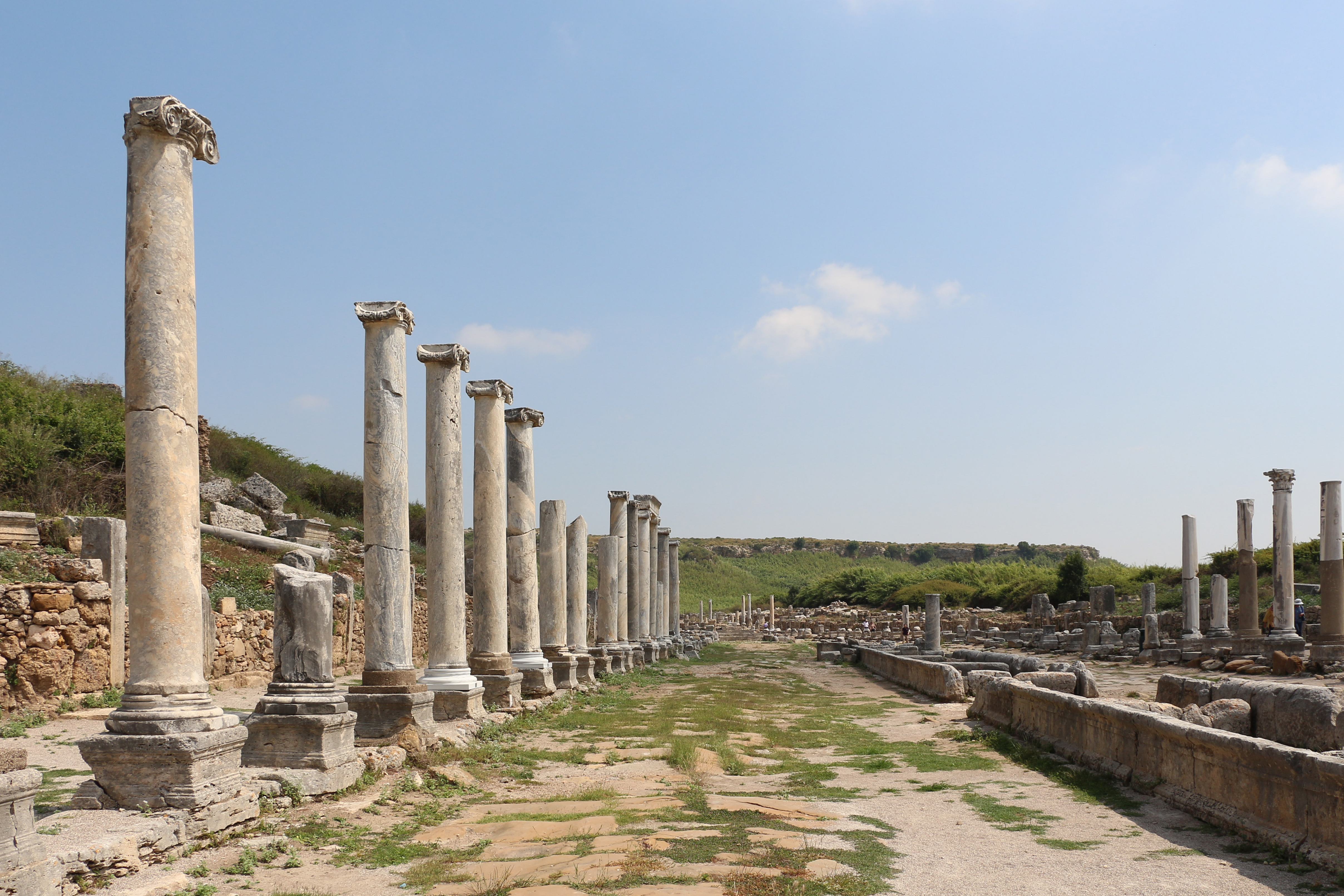
Voie à colonnes
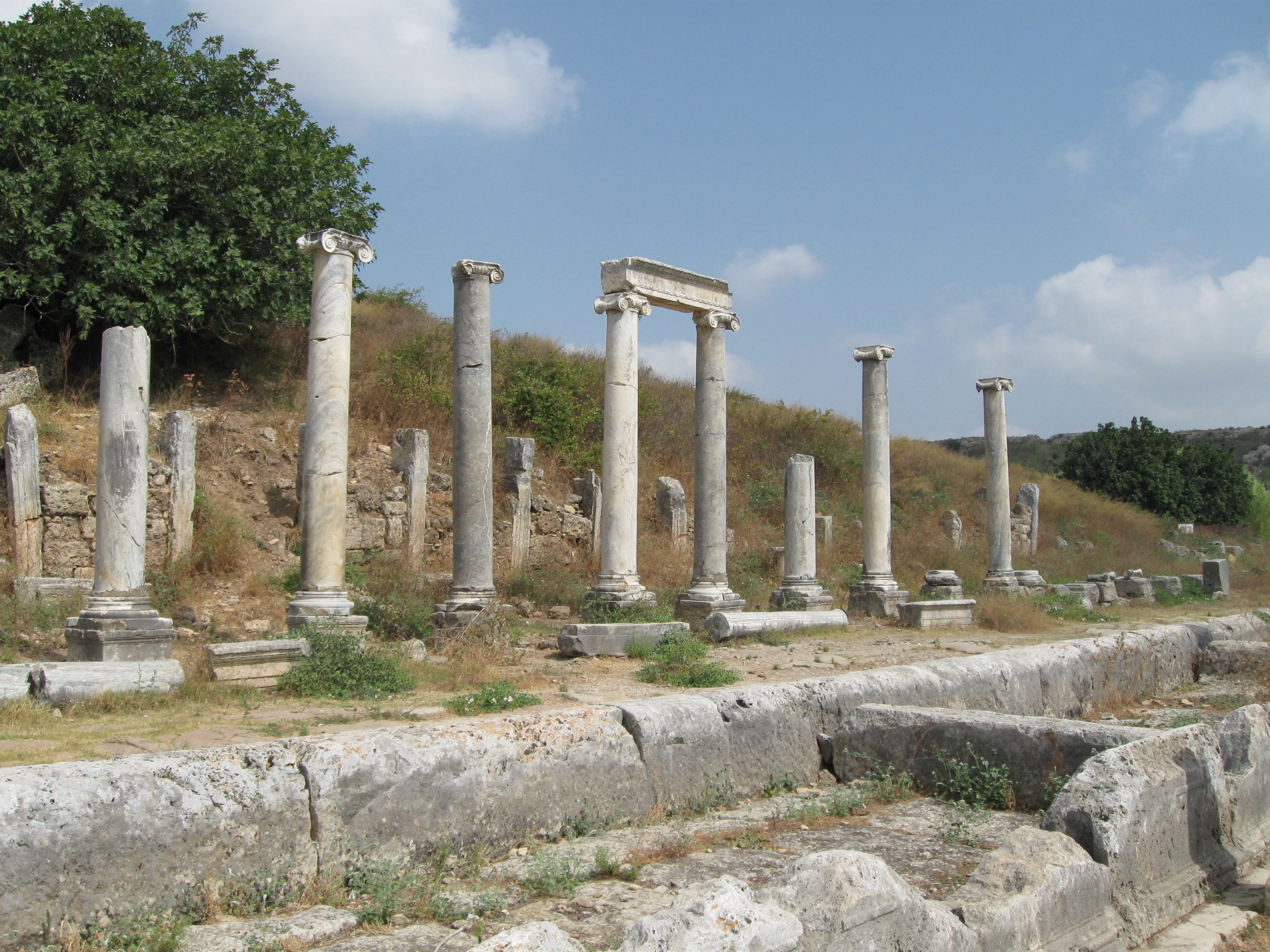
Voie à colonnes

Fontaine monumentale (nymphaeum)
La voie à colonnes se termine par une fontaine monumentale (nymphée d'Hadrien), située au pied de l'acropole, qui alimentait l'aqueduc de la voie. Dans la partie centrale est représenté le dieu du fleuve, Kestros, en position allongée.

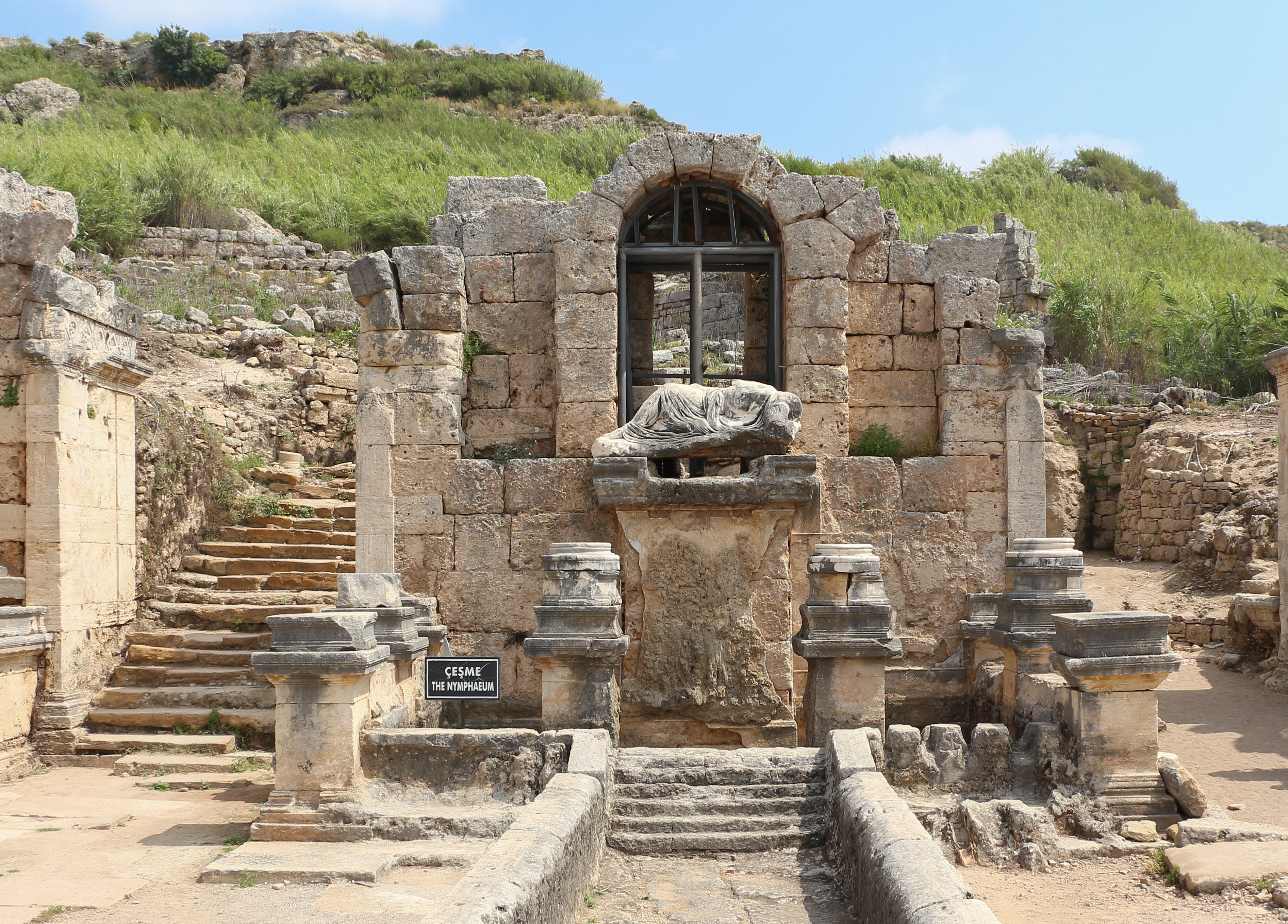
Nymphée d'Hadrien
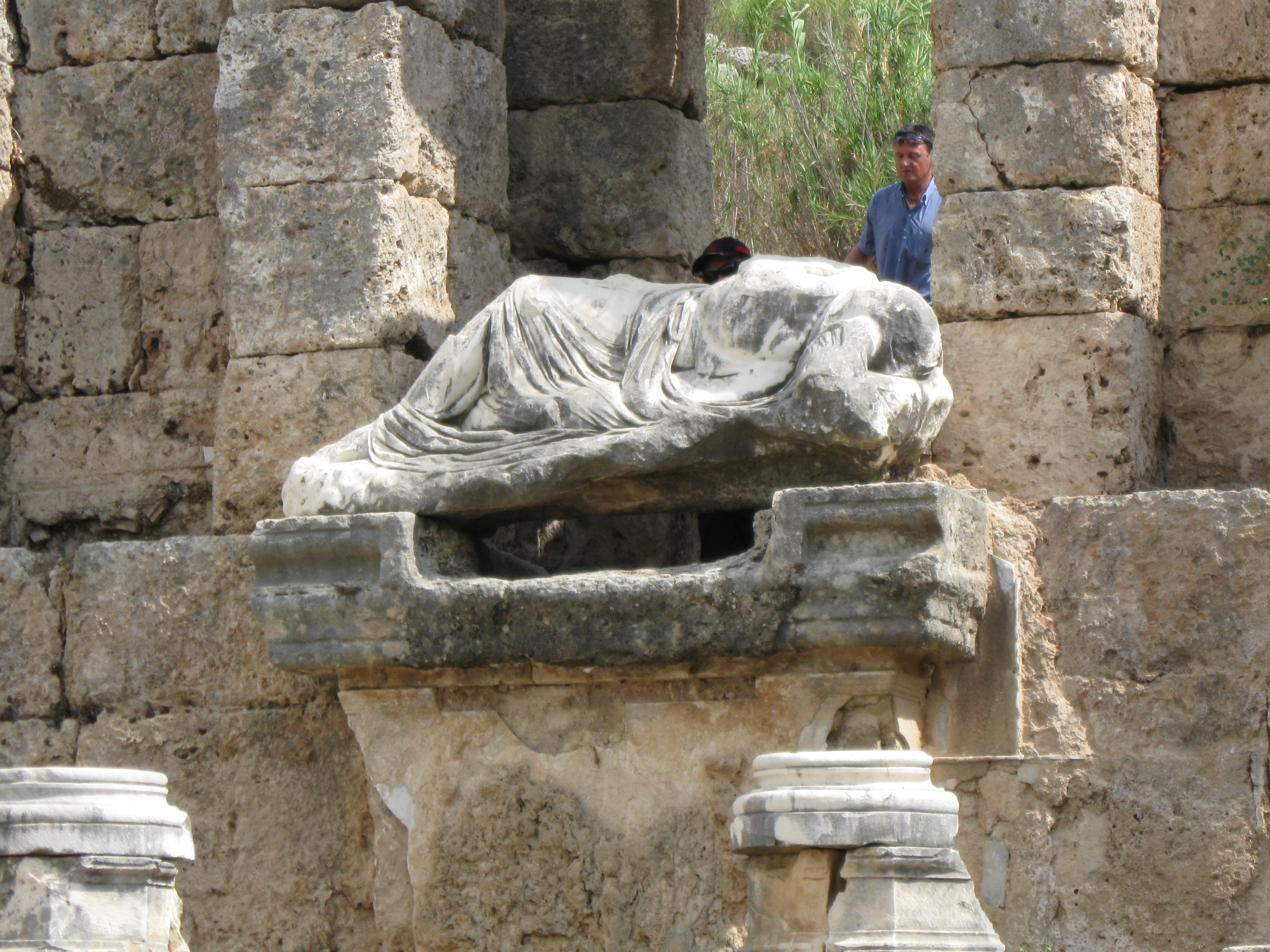
Le dieu de la fontaine

Basiliques
Le site présente les restes de deux basiliques, l'une datée du Ve siècle et l'autre du VIe siècle. 

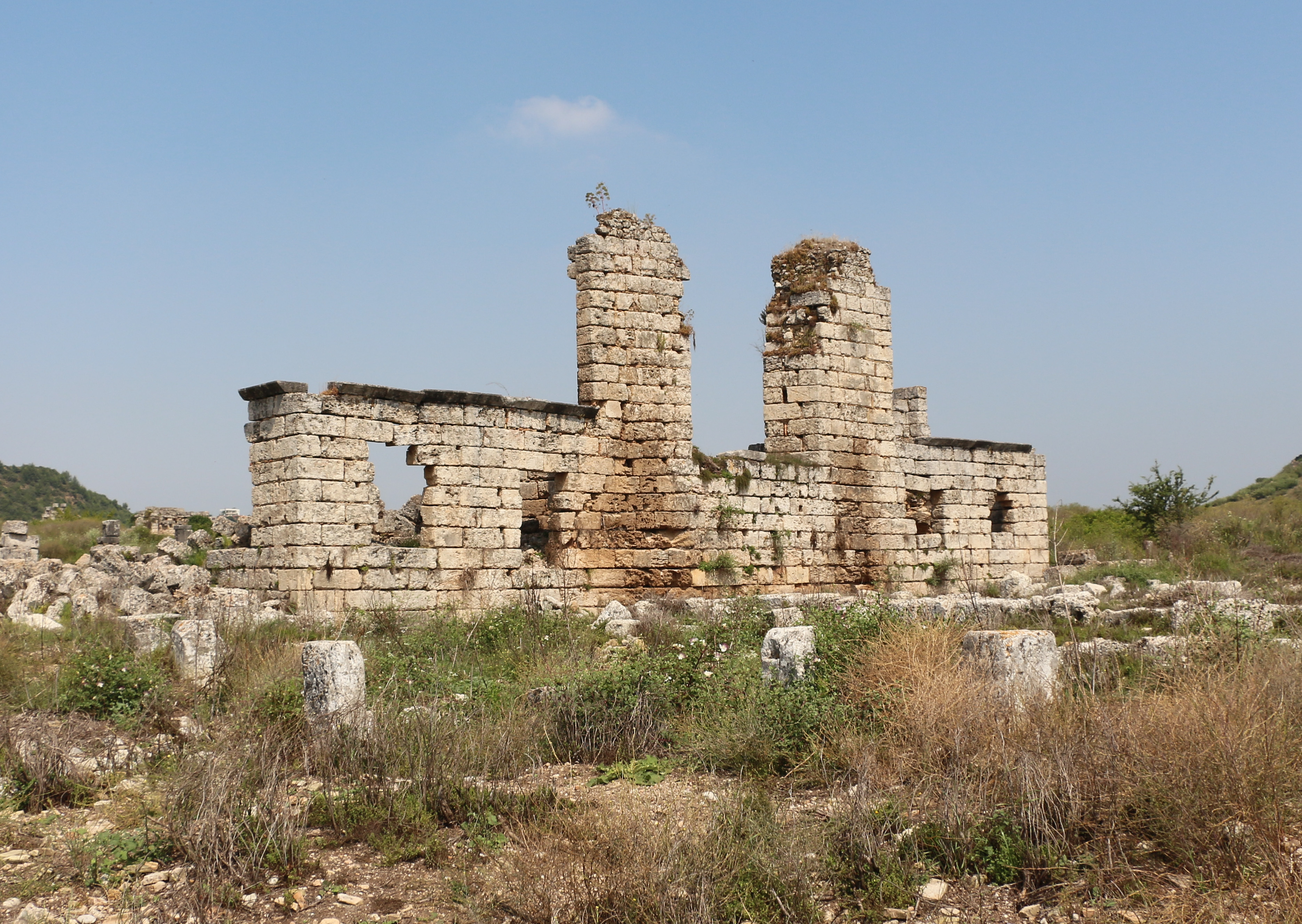
Ruines d'une des deux basiliques

Nécropole
Située en dehors de la cité, elle se compose de constructions funéraires de diverses architectures.